# المرأة المجهولة (فلم)
المرأة المجهولة هو فيلم مصري أُنتج عام 1959، من إخراج محمود ذو الفقار. الفيلم مأخوذ عن مسرحية صورة المدام أكس.

## قصة الفيلم
تتزوج فاطمة (شادية) من الدكتور أحمد (عماد حمدي) ويرزقان بسمير (شكري سرحان). تذهب لزيارة صديقتها سعاد (زهرة العلا)، يهاجم البوليس المكان لأنه مشبوه ويقبض على الجميع بما فيهم فاطمة، يفرج عنها فيطلقها أحمد. تضطر فاطمة أن تعمل مغنية، يطلب البلطجى عباس (كمال الشناوي) من فاطمة مبلغ مالي (إتاوة) من أجل حمايتها، فترفض فاطمة فيحاول قتلها، إلا أن سعاد تفتديها وتموت، ويحكم على عباس بالأشغال المؤبدة، تمر السنوات، وتمتهن فاطمة بيع أوراق اليانصيب، يصبح ابنها سمير محاميا مشهورا، يخرج عباس من السجن، ويهدد فاطمة من أجل ابتزاز أسرتها، فتقتله، ثم يفاجأ أحمد بما وصلت إليه ويندم على ما فعله معها، ويتولى ابنها سمير الدفاع عنها ويكشف له أبوه عن حقيقتها على الملأ في المحكمة.

## فريق العمل
- سيناريو وحوار: محمود ذو الفقار ومحمد عثمان
- إخراج: محمود ذو الفقار
- إنتاج: حسن رمزي
- توزيع: شركة أفلام النصر
- تصوير: عبد الحليم نصر

## طاقم التمثيل
- شادية
- شكري سرحان
- كمال الشناوي
- عماد حمدي
- زهرة العلا
- نجمة إبراهيم
- سهير البابلي
- ثريا فخري
- أحمد لوكسر
- قطقوطة
- فيفي يوسف
- عبد المنعم سعودي

## روابط خارجية
- مقالات تستعمل روابط فنية بلا صلة مع ويكي بيانات